# Velum
För det anatomiska begreppet, se mjuka gommen. För molntypen, se velum (moln).

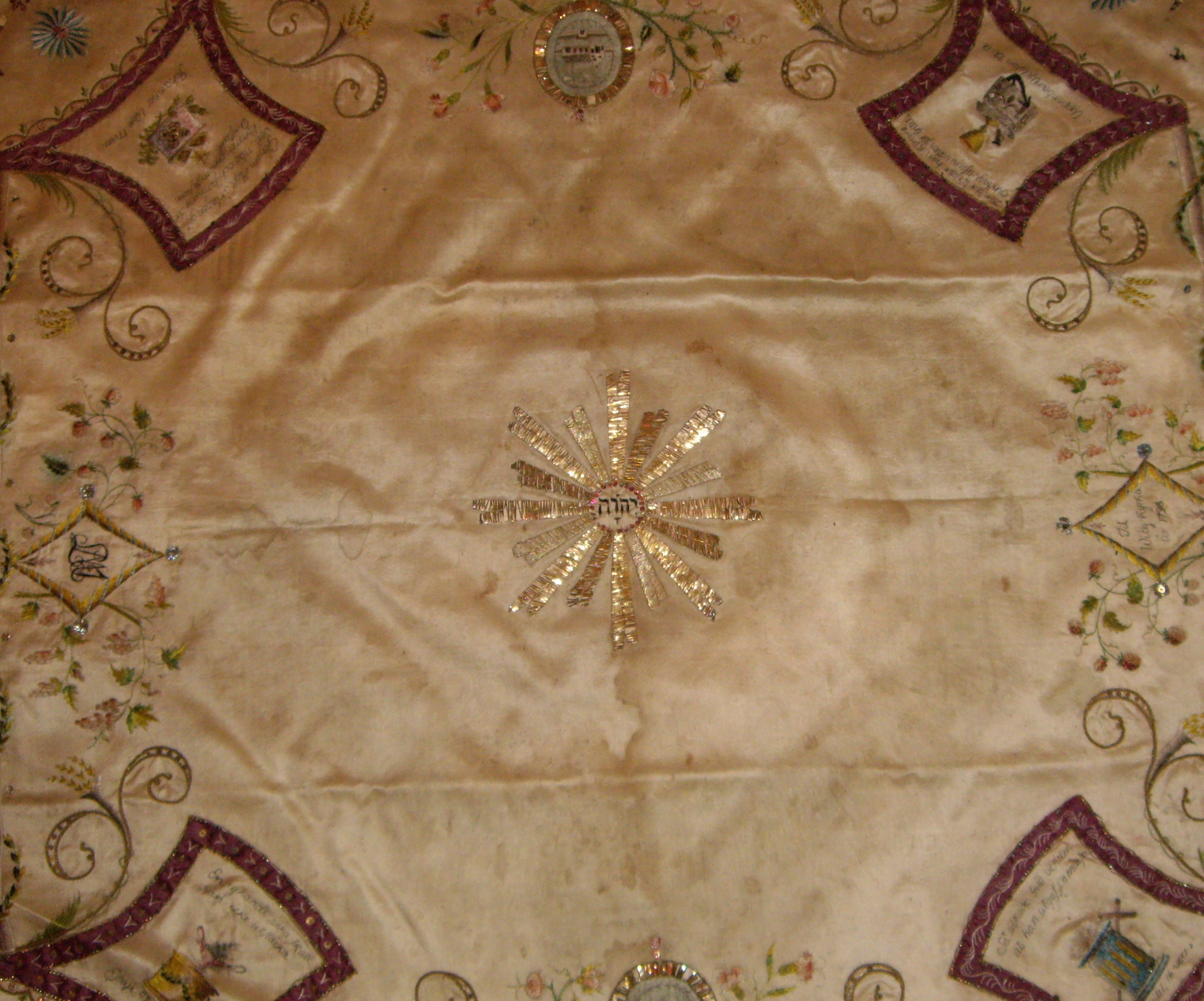
Kalkduk från Viby kyrka

Velum (latin: velum calicis), kalkkläde, kalkduk, är den duk med vilken kalken och patenen täcks.